# Wilhelm Wiström
Per Wilhelm Wiström, född 4 juli 1865 i Falun, död 21 juni 1926 i Svalövs socken, var en svensk botaniker samt folkhögskollärare och rektor.
Wilhelm Wiström var son till köpmannen Lars Petrus Wiström och Carolina Wilhelmina Wahlquist samt brorson till Alfred Wiström. Han avlade mogenhetsexamen i Falun 1884, blev filosofie kandidat vid Uppsala universitet 1888 samt avlade agronomexamen vid Ultuna lantbruksinstitut 1890 och avgångsexamen vid Alnarps mejeriinstitut 1894. Han var lärare vid Södra Vi folkhögskola och lantmannaskola i Kalmar län 1890–1893 och 1894–1897, lärare vid Fornby folkhögskola i Dalarna och föreståndare för lantmannaskolan 1898–1908 samt rektor för Fridhems folkhögskola, lantmannaskola och lanthushållsskola i Svalöv från 1908 till sin död. 
Wiström blev främst känd genom sina botaniska insatser. Hans farbror Alfred Wiström efterlämnade omfattande anteckningar till en ny upplaga av sin hälsingeflora. Wilhelm Wiström kompletterade dem genom egna undersökningar och utgav 1898 det för kunskapen om södra Norrlands växtvärld betydelsefulla arbetet Förteckning öfver Helsinglands fanerogamer och pteridofyter. Därjämte publicerade han bland annat det viktiga arbetet Bidrag till Dalarnes flora (1905) som upptar ett sextiotal för landskapet tidigare okända kärlväxter, och i Växtgeografiska studier rörande övergången mellan den nordsvenska och mellansvenska kärlväxtfloran (1906) gör han en indelning i grupper av de mera intressanta floraelementen. Tillsammans med Bengt Torssell utgav Wiström 1903–1908 Lantbrukstidskrift för Dalarne, där han publicerade ett femtiotal uppsatser. Wiström är gravsatt på Svalövs kyrkogård.